# Thyroperoxydase
La thyroperoxydase (TPO), également appelée peroxydase thyroïdienne ou thyroïde peroxydase, est une oxydoréductase qui catalyse la première étape de la biosynthèse des hormones thyroïdiennes à partir de la tyrosine, un acide aminé protéinogène. Chez l'Homme, elle est codée par le gène TPO. Son activité est accrue par la thyréostimuline, ou TSH, une hormone sécrétée par l'anté-hypophyse qui stimule l'expression des gènes codant cette enzyme ; elle est inhibée par les thioamides, tels que le propylthiouracile ou le méthimazole.
Présente chez tous les chordés, cette enzyme se trouve dans la thyroïde, où elle a pour fonction d'ioder des résidus de tyrosine sur une protéine spécifique, la thyroglobuline, pour y former des résidus de monoiodotyrosine (MIT) et de diiodotyrosine (DIT) :
2 + 2 I− + H2O2 → 2 + 2 H2O + 2 e−,
2 + 2 I− + H2O2 → 2 + 2 H2O + 2 e−.
Plus précisément, les anions iodure I− passent dans la colloïde à travers la membrane apicale des cellules du follicule thyroïdien à l'aide de la pendrine, puis sont oxydés en diiode I2 par la thyroperoxydase, et c'est la molécule I2 qui réagit spontanément avec les résidus tyrosine de la thyroglobuline, sans intervention directe de l'enzyme.

## Pathologie
La thyroperoxydase est assez souvent identifiée comme cible des auto-anticorps caractéristiques de maladies auto-immunes thyroïdiennes. Ainsi, les anticorps anti-TPO sont impliqués dans la thyroïdite d'Hashimoto.

## Usage diagnostique
En immunohistochimie, l'expression de la TPO est éteinte dans le carcinome papillaire de la thyroïde.